# 坊門忠清
坊門 忠清（ぼうもん ただきよ）は、鎌倉時代前期の公家。内大臣・坊門信清の子。母は権大納言・藤原定能の娘。官位は従四位上・近衛中将。妻は北条時政の娘。

## 経歴
治承2年（1178年）に正六位上・豊前権介に叙任し、翌治承3年（1179年）従五位下に叙せられる。のち、左兵衛佐・近衛少将・中将といった武官や、阿波守・尾張守・播磨守と上国・大国の地方官を歴任し、承元元年（1207年）従四位上に至った。
同母兄・忠信が後鳥羽天皇・順徳天皇の寵臣であったことに加え、妹（西八条禅尼）が将軍源実朝の正室であったこともあり、当時の朝廷の有力者であった。しかし、実朝没後の承久3年（1221年）5月に起こった承久の乱で、忠信は後鳥羽上皇に与し、幕府軍と戦って敗れ、戦後に処罰されている。忠清も兄に連座して失脚したらしく、乱後の消息は不明である。

## 官歴
※日付＝旧暦
- 治承2年（1178年） 1月27日：正六位上・豊前権介[疑問点 – ノート]
- 治承3年（1179年） 11月18日：従五位下[疑問点 – ノート]
- 建久9年（1198年） 1月30日：阿波守
- 正治元年（1199年） 12月10日：尾張守
- 元久元年（1204年） 8月8日：正五位上
- 承元元年（1207年） 11月29日：従四位上
- 時期不明＝左兵衛佐・右少将・播磨守など。